# 認識論
認識論（にんしきろん、英: Epistemology）は、認識、知識や真理の性質・起源・範囲（人が理解できる限界など）について考察する、哲学の一部門である。存在論ないし形而上学と並ぶ哲学の主要な一部門とされ、知識論とも呼ばれる。
日本語の「認識論」はドイツ語からの訳語であり、カント『純粋理性批判』以後のドイツ哲学に由来する。フランス現代思想では「エピステモロジー」という分野があるが、20世紀にフランスで生まれた科学哲学の一つの方法論ないし理論であり、日本語では「科学認識論」と訳される。
哲学はアリストテレス以来大きく認識論と存在論に大別され、現在もこの分類が生きている。認識論ではヒトの外の世界を諸々の感覚や理性等を通じていかに認識していくかが問題とされる。
認識という行為は、人間のあらゆる日常的、あるいは知的活動の根源にあり、認識の成立根拠と普遍妥当性を論ずることが認識論である。しかし、仮説を立て実験によって検証するという科学的方法論は長年取り入れられることはなかった。内観法が哲学者の主たる武器であった。19世紀末ごろ、認識論の一部が哲学の外に出て心理学という学問を成立させるが、初期にはもっぱら内観や内省を方法論とし、思弁哲学と大差はなかった。やがて、思弁を排し客観的、科学的方法論を意図する実験心理学が登場し、認識論の一部は、心理学に分かれていった。錯覚現象などがその研究対象になった。実験心理学では、データの統計的処理では科学的であったが、なぜ錯覚が生まれるかというメカニズムの解明では、仮説を立て実験データとの照合を論じてはいたものの、その仮説自体はやはり思弁に過ぎなかった。それを嫌い人間の主観を離れて、実験動物を用いた観察可能な行動のみを研究対象とする一派も存在したが、人間の認識は研究対象から外された。このため、認識論の問題は比較的最近まで自然科学化されずに哲学の領域にとどまり続けた。

## 概要

知識とは、真であり、かつ、信じられている命題の部分集合であるとの定式はプラトンに起源をもつ。

### 多義性
多義的な語なので注意が必要である。日本語の「認識論」は 独: Erkenntnistheorie の訳語である。ドイツで初めてこの語を用いたのはドイツの哲学者K・ラインホールトであると言われているが、もちろん認識論的な問題そのものは古代ギリシアから存在した。
英語の Epistemology と仏語の Épistémologie の語源は、ギリシア語の「知」（希: epistēmē、エピステーメー）と、合理的な言説（希: logos、ロゴス）を合成したものであり、スコットランドの哲学者J・フェリエが1854年に出版した「形而上学概論」で初めて使用したとされる。
英語の Epistemology は theory of knowledge と互換的な意味あいがあるが、仏語の Épistémologie はそのような意味合いはなく、あくまで科学哲学の一つの方法論ないし理論であり、日本語では「科学認識論」と訳される。フランス語の 仏: Théorie de la connaissance はグノセオロジー とも呼ばれる。

### 特徴
認識論で扱われる問いには次のようなものがある。
- 人はどのようにして物事を正しく知ることができるのか。
- 人はどのようにして物事について誤った考え方を抱くのか。
- ある考え方が正しいかどうかを確かめる方法があるか。
- 人間にとって不可知の領域はあるか。あるとしたら、どのような形で存在するのか。

### 哲学的認識論と科学的認識論
認識論は、今日、「哲学的認識論」と、20世紀にフランスで生まれた「科学的認識論」の二つに大別され、哲学的認識論についても古典的認識論と現代的認識論の区別が必要であるとされる。そこで、以下に、まずは歴史の流れに沿って哲学的認識論について解説する。

## 哲学的認識論の歴史

### 前史

#### 古代

##### プラトン

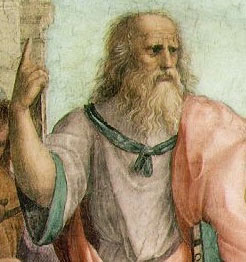
プラトン（紀元前427年 - 紀元前347年）

今日でいうところの認識論的な問題の原典は、プラトンの『テアイテトス』にまで遡ることができる。本対話篇では「知識とは何か?」という問いに対し、知識とは常に存在し、疑いなきものであるとの対話者間の共通の前提から、テアイテトスはまず知識とは知覚であると主張する。これに対して、ソクラテスは、知覚は人それぞれによって異なるものであるとした上で、「人間は万物の尺度である」と主張して相対主義を唱えたプロタゴラスを引き合いに出し、彼が自らの思いが真であると固執すれば、自らの思いが偽であると認めざるを得なくなるとしてその主張を論難する。テアイテトスは引き続き知識とは真なる意見であると主張し、更に真なる意見に説明を加えたものであるとも主張するが、いずれもソクラテスによって論難され、結局のところ、本対話篇では、知識とは何かに対する回答は示されず、アポリアに終わる。しかしながら、そこでは、知識とは、正当化された真なる確信であるという定式を既に見出すことができる。
プラトンにとって知識とは常に存在する普遍的なものでなければならないが、それは実体であるイデアの世界にあり、この現実の世界は仮象の生成流転する世界であって永遠に存在するものはなにもない。したがって、知識も決して師や賢者が一方的に教授できるものではなく、弁論術による対話を通じてようやく到達できるものである。プラトンの著作が対話篇という形をとり、その結末がアポリアを呈示する形で終わっているのは、このようなプラトンの思想を反映したものである。プラトンによれば、物の本質は、感覚によって把握することはできず、物のイデアを「心の眼」で直視し、「想起」することによって認識することができる。

##### アリストテレス

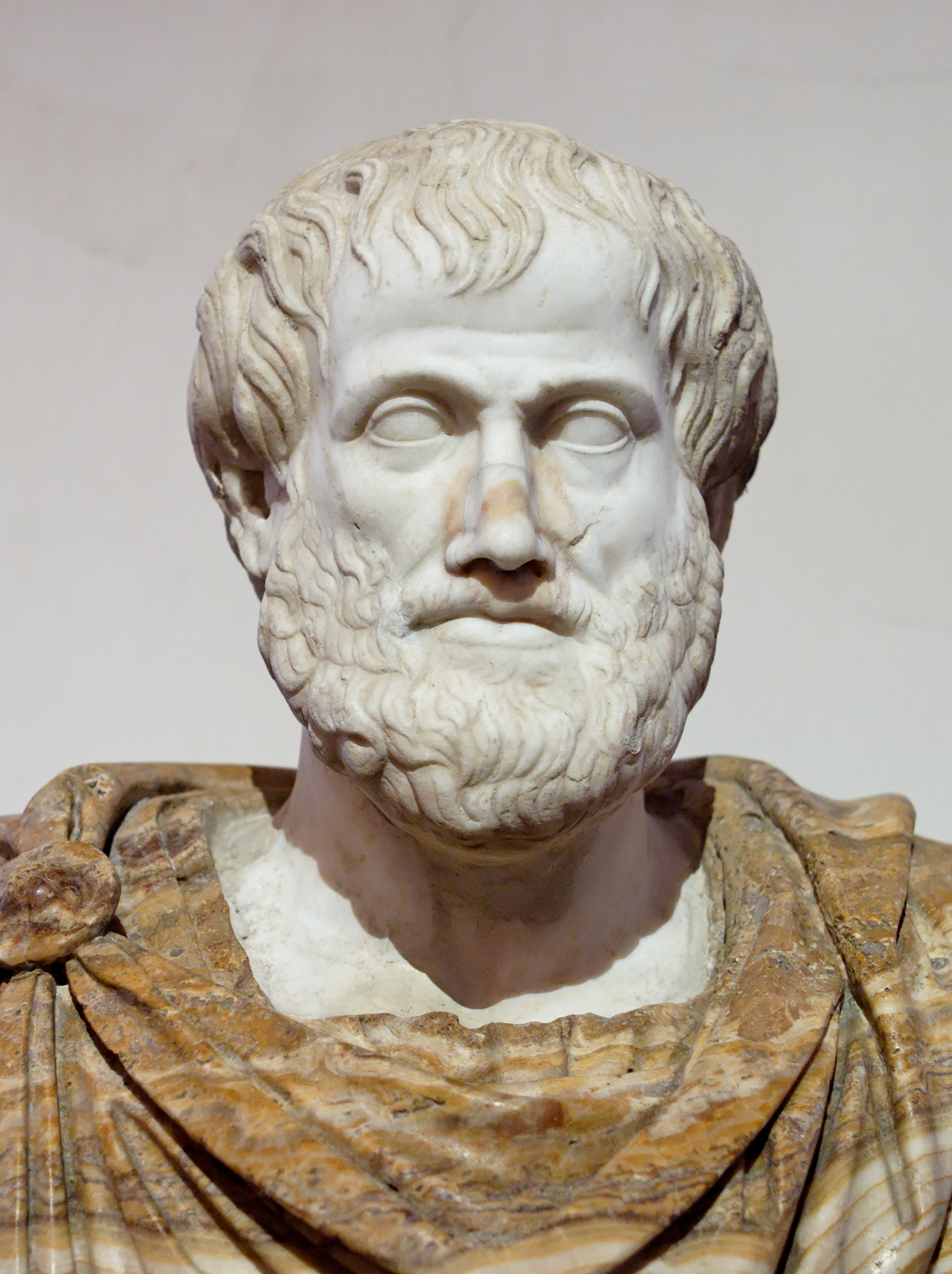
アリストテレス（紀元前384年 - 紀元前322年）

プラトンは、知識とは正当化された真なる確信であるという定式を否定したのだが、その理由は「ある事」を確信しているということは、その正当化の理由となる「ある事」を既に知っているからであるという循環論法を疑ったからである。これに対して、アリストテレスは、知には常に何らかの前提が存在していることを否定せず、ある事を確信している場合、その前提となっている理由はその都度問われても良いと考えた。
また、プラトンは感覚を五感に制限せず、「精神の目」と呼ばれる内的感覚を認めていたが、アリストテレスはこれを否定し、広い意味での経験によって得られるもののみを知と見て、知の諸形式を知覚、記憶、経験、学問に分類した。
さらに、アリストテレスは、その学問体系を、「論理学」をあらゆる学問成果を手に入れるための「道具」（希: organon）であるとした上で、「理論」（テオリア）、「実践」（プラクシス）、「制作」（ポイエーシス）に三分し、理論学を「自然学」と「形而上学」、実践学を「政治学」と「倫理学」、制作学を「詩学」に分類した。アリストテレスによれば、形而上学は存在するものについての「第一哲学」であり、始まりの原理についての知である。また、彼は、その著書『形而上学』において、有を無、無を有と論証するのが虚偽であり、有を有、無を無と論証するのが真であるとした。そこでは、「有・無」という「存在論」が基礎にあり、これを「論証する」という「判断」が支えている。そこでは、存在論が真理論と認識論とに分かちがたく結び付けられている。アリストテレスの学問体系は、その後、トマス・アクィナスらを介して古代・中世の学問体系を規定することとなったが、そこでは、認識論的・真理論的な問題は常に存在論と分かちがたく結び付いていた。そのため、形而上学の中心的な問題は存在論であった。

#### 中世

##### アウグスティヌス

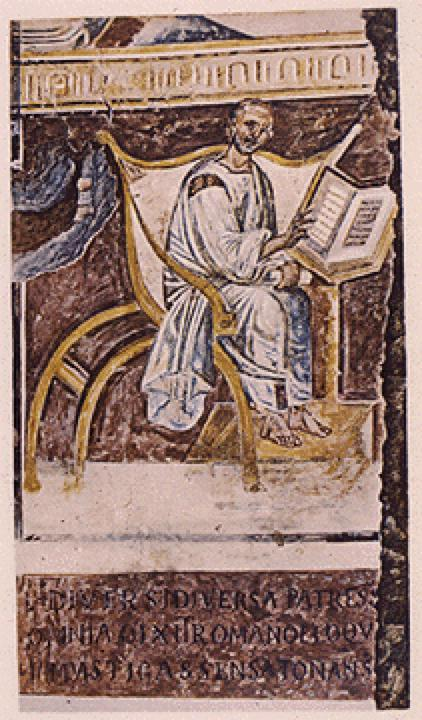
アウグスティヌス（354年 - 430年）

アウグスティヌスの認識論は、プラトンのイデア思想の流れをくむものであり、存在論と幸福論とが一体となっている。
彼によれば、人間は魂と身体の複合体であり、両者は共に独立した実体であり、魂は「わたし」という意思である。魂は自律するゆえに、探求するが、彼を探求に導くものは愛であり、愛は最後の憩いの場として万有の根源である神を求める。「神は存在である」（羅: Deus est esse）、神が自己自身を認識することによって、われわれの認識が始まる。したがって、神は認識の原理であるとともに真理である。人は真理を認識するためには、感覚（外的人間）に頼るのではなく、理性（内的人間）によらなければならない。創世記には、神は人間を神の似姿として創ったとあり、神に似るのは動物にはない人間のみが有する理性部分だからである。理性は外に向かうのではなく、内部に向かい、それを超えた果てに真理を見る。内的人間と真理との一致に霊的な最高の喜びがある。

##### トマス・アクィナス

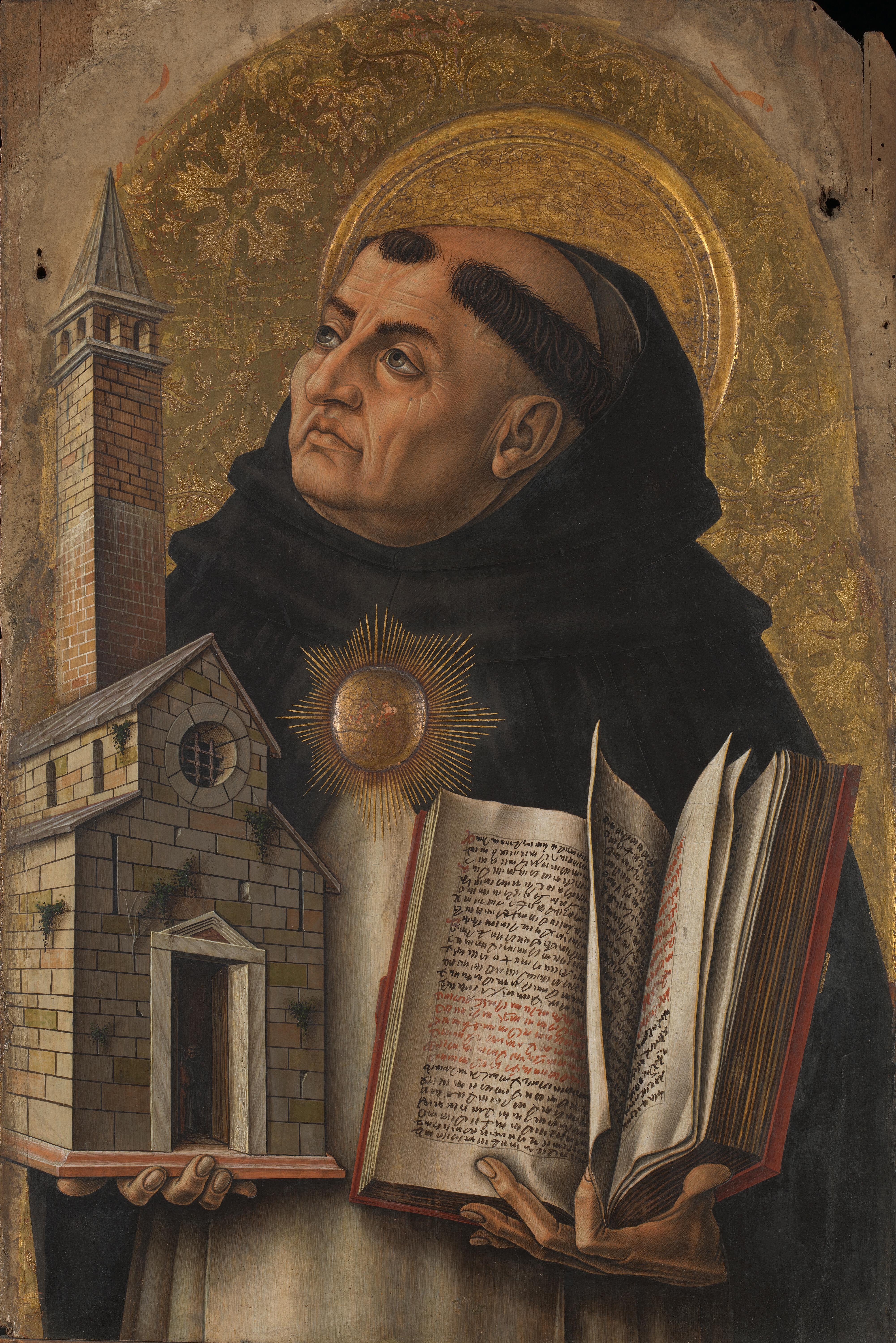
トマス・アクィナス（1225年頃 - 1274年）

トマス・アクィナスの認識論は、アリストテレスの思想の流れをくむ。トマス・アクィナスは、アリストテレスの存在論を承継しつつも、その上でキリスト教神学と調和し難い部分については、新たな考えを付け加えて彼を乗り越えようとした。トマスにとって、神は、万物の根源であるが、アリステレスの説くように純粋形相ではあり得なかった。旧約聖書の『出エジプト記』第3章第14節で、神は「私は在りて在るものである」との啓示をモーセに与えているからである。そこで、彼は、アリストテレスの存在に修正を加え、「存在－本質」（羅: esse-essentia） を加えた。彼によれば、「存在」は「本質」を存在者とするため「現実態」であり、「本質」はそれだけで現実に存在できないため「可能態」である。「存在」はいかなるときにおいても「現実態」である。神は、自存する「存在そのもの」であり、純粋現実態である。人間は、理性によって神の存在を認識できる（いわゆる宇宙論的証明）。しかし、有限である人間は無限である神の本質を認識することはできず、理性には限界がある。もっとも、人間は神から「恩寵の光」と「栄光の光」を与えられることによって知性は成長し神を認識できるようになるが、生きている間は「恩寵の光」のみ与えられるので、人には教会による信仰・愛・希望の導きが必要になる。人は死して初めて「栄光の光」を得て神の本質を完全に認識するものであり、真の幸福が得られる。トマスは、存在論に基づく神中心主義と、理性と信仰に基づく人間中心主義の統合を図り、後世の存在論に多大な影響を与えることになった。スコラ学は彼によって体系化されたのだが、その世界観はやがて独断的で権威主義的なものへと変質していった。

### 近代的認識論の成立

#### 懐疑主義との対決
プラトン・アリストテレス伝統においては観念と対象と一致することが真であると考えられていたが、当時そのような考え方に対する権威が失墜し、人は果たして物事を正しく知ることができるのかという知に対する根本的な疑いが生じるようになっていた。
時代背景としては、コロンブスによる新大陸発見、エラスムスの痴愚礼賛に象徴されるスコラ哲学の権威失墜・人文主義者の台頭、そして何より宗教改革があった。カトリックとプロテスタントはお互いに、いかにして（教義についての宗教的な）正しい認識は可能なのか、信頼に足る真理の基準は何かということを問答し、やがてお互いに向けられた懐疑主義は自らの信頼の基盤をも突き崩していった。そのような中で、モンテーニュの主著エセーにみられるように、およそ人間たるもの物事を正しく知ることはできず、ただ神の啓示を待つほかなく、それまでは判断を留保し、自然と慣習に従って慎ましく生活するという全面的な懐疑主義（新ピュロン主義）が通俗化していった。

#### デカルト革命

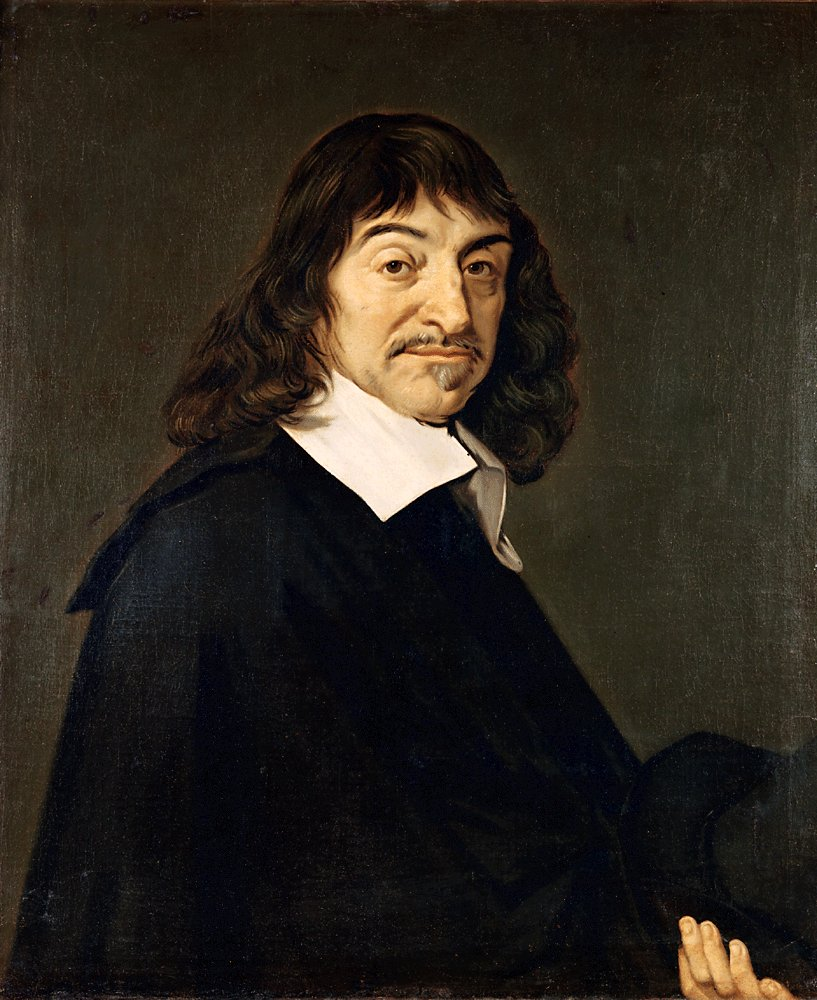
デカルト（1596年-1650年）

近代的な意味での認識論を成立させたのは、ルネ・デカルトである。デカルトは、数学・幾何学の研究によって得られた概念は疑い得ない明証的なものと考え、これを基礎付けるための哲学体系を確立しようと欲した。デカルトは、合理的な学問的知識さえを疑う全面的な懐疑主義に対して方法的懐疑論を唱え、肉体を含む全ての外的事物が懐疑にかけられた後に、どれだけ疑っても疑いえないものとして純化された精神だけが残ると主張した。
そこでは、存在について語る前にどのようにして存在を認識するのかを論じなければならないとされ、形而上学はもはや存在についての第一哲学ではなく、存在の認識についての第一哲学となった。このようなデカルトの革命的な主張は、形而上学の中心的な課題を存在論から認識論へ転回させただけでなく、認識に関する様々な物議を醸すきっかけとなった。既に述べたとおりアリストテレス的学問伝統の下においては、認識論と真理論は存在論と分かちがたく結び付いていたが、認識論を存在論に優位させることにより、問題は大きく三つに分かれることとなった。以下に分説する。

### 認識の起源
哲学的認識論の第一の問題は、人はどのようにして物事を正しく知ることができるのか、人はどのようにして物事について誤った考え方を抱くのか、という認識の起源の問題である。おおむね四つの立場がある。

#### 合理主義

##### デカルト
ルネ・デカルトは認識の起源は理性であるとした。デカルトは、アリストテレスがその著書『霊魂論』において述べた経験主義的原則、すなわち、知覚によって対象から受け取った表象なしに人は思考することはできないという立場に反対し、精神を独立した実体と見て、精神自身の内に生得的な観念があり、理性の力によって精神自身が、観念を演繹して展開していくことが可能であるとした。
このような考え方の背景には、当時の飛躍的な数学、幾何学、自然学の発展があり、当時の人々は、誰がどのように考えても同一の結論に到達するというイデア的な観念の源泉を理性、つまり動物とは区別された人間の本性のうちに見た。このような人間の思考には経験内容から独立した概念が用いられているという考え方を生得説という。
デカルトは、結論としては、精神、物体を有限の実体であるとした上で、無限の実体である神の三つが実体であるとした。精神と物体の二元論において、主観と客観の一致を保証するため、神の存在を必要とした。
デカルトを引き継ぐニコラ・ド・マルブランシュ、バールーフ・デ・スピノザ、ゴットフリート・ライプニッツなどの大陸合理主義者は、生得説を擁護しつつも、様々な点でデカルトと対立し、これを乗り越えようとした。

##### マルブランシュ

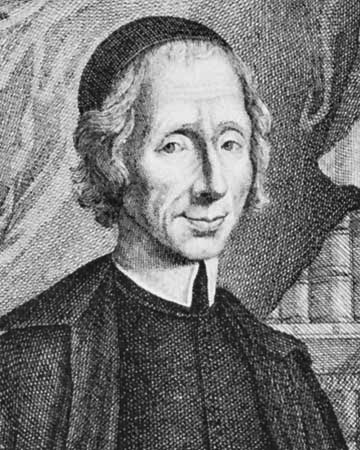
ニコラ・ド・マルブランシュ(1638年-1715年)

デカルトの革命的な主張は、その直後から様々な立場から厳しい批判を浴びることとなった。特に、デカルトの提出した神の概念は、自然法則を証明するための条件にすぎず、キリスト教的伝統に基づく人格神ではなく、実質は無神論ではないかとの疑惑も根強いものがあった。
このような状況下において、デカルト哲学とアウグスティヌス神学との総合を企図したのがニコラ・ド・マルブランシュである。彼は、認識論的にはアウグスティヌスのイデア説を継承し、神は万象の原因であり、われわれは万物を神のうちに観るとの思想を基本に、デカルト的な心身問題の解決を図ろうとし、精神や身体の変化のみならず、物体相互の接触や運動は神の作用の機会にすぎないという「機会原因論」を主唱し、その上に壮大な形而上学体系を構築した。

##### スピノザ

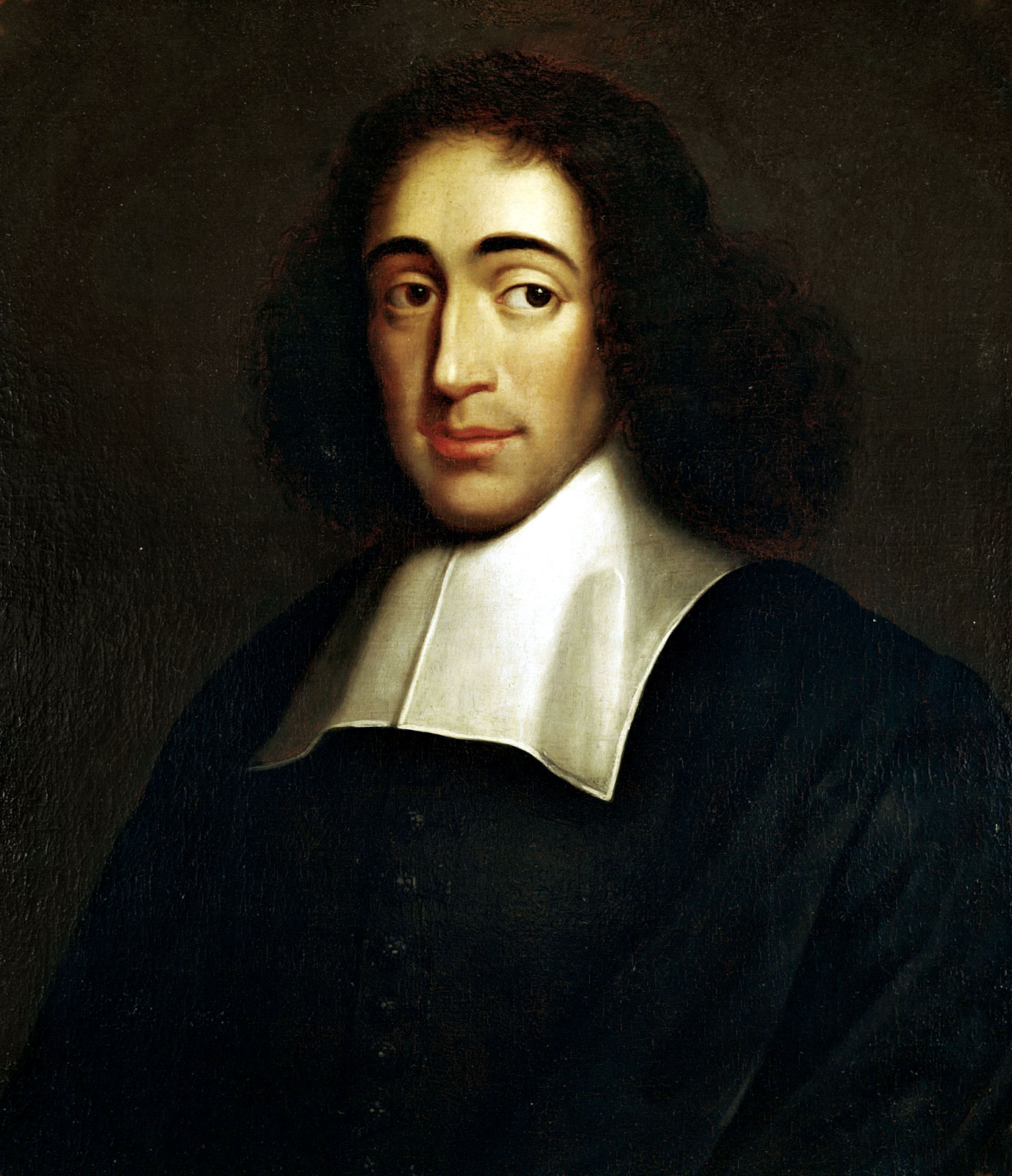
スピノザ（1632年 - 1677年）

スピノザは、デカルトを批判し、神のみが実体であるとし、そこからすべてを理性によって演繹するという方法をとった。スピノザによれば、神が唯一の実体である以上、精神も身体も、その二つの異なる属性に他ならないことになる。
スピノザは、その著書『エチカ』において、表象を「第一種の認識」、理性を「第二種の認識」、直観を「第三種の認識」と三分類した。彼によれば、人間は自然の一部であるから、外部から様々な影響を受けるが、人間の精神はまず自分の身体の変状についての観念を持たざるを得ないが、これが第一種の認識である。この観念は人間の身体と外部の本性を共に部分的に持つものであるがゆえに「認識の欠如」の観念を含む。したがって、第一種の認識に基づくデカルト流の方法的懐疑は認識の欠如を含むゆえ決して明証性・確実性を有するに至ることはない。しかし、人間の身体と外部の本性を共に部分的に持つということは、本性を共通にする部分についての普遍的な認識をすることはでき、これを第二種の認識と呼ぶ。さらに、個物の本性に関する認識を第三種の認識と呼び、真と偽の区別は第二種ないし第三の認識に基づきなされる。

##### ライプニッツ

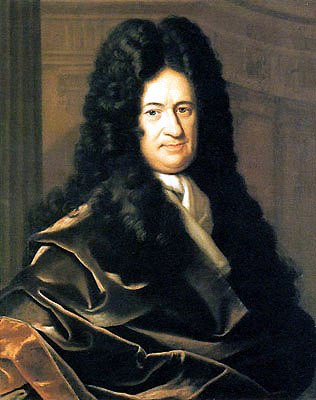
ライプニッツ（1646年 - 1716年）

ライプニッツの認識論は、多元的で最小の実体であるモナドを基礎にする。モナドは万物の数に応じて多数ある分割不能な実体であるが、モナドは鏡であり、表象能力を有し、自発的に世界全体を自己の内部に映し出し、世界全体を認識する。また、彼は、モナドは窓がなく、独立した別個の実体であるから、相互に影響を与えることはできないので、神の創造による予定調和によって他のモナドと協調して表象を展開することができるとした。このような立場から、決定論、汎神論に陥ったスピノザと異なり、自由意思、人格神を認めることができ、また、いちいち神が機械人形を操るように世界に介在しなければならないとしたマルブランシュの機械原因論を否定した上で、デカルト的な心身問題を解決することができるようになる。いわば対立するすべての合理論を調停した上で、伝統的なキリスト教的神学を擁護しようとしたのがライプニッツ哲学といえる。
合理主義は概念による理性認識に従って普遍必然性を有する知識、最終的には神の存在証明に至ることができると信じたが、ひとたび数学や自然学の問題を離れ、形而上学上の問題を論じるや否や合理主義内部においてさえその対立はとどまるところを知らず、徒らに概念をもてあそび内容空虚な思弁を弄することになり、独断論化していった。
カントが師のクヌッツェンから学んだのは、当時のドイツの講壇哲学において支配的であったライプニッツ＝ヴォルフ派の壮大な形而上学で、彼は、自身が批判哲学を確立する前に、自身がかつて所属していた当該学派における状態をその著書『プロレゴメナ』において「独断論のまどろみ」と比喩的に呼んだ。

#### 経験主義

##### ロック

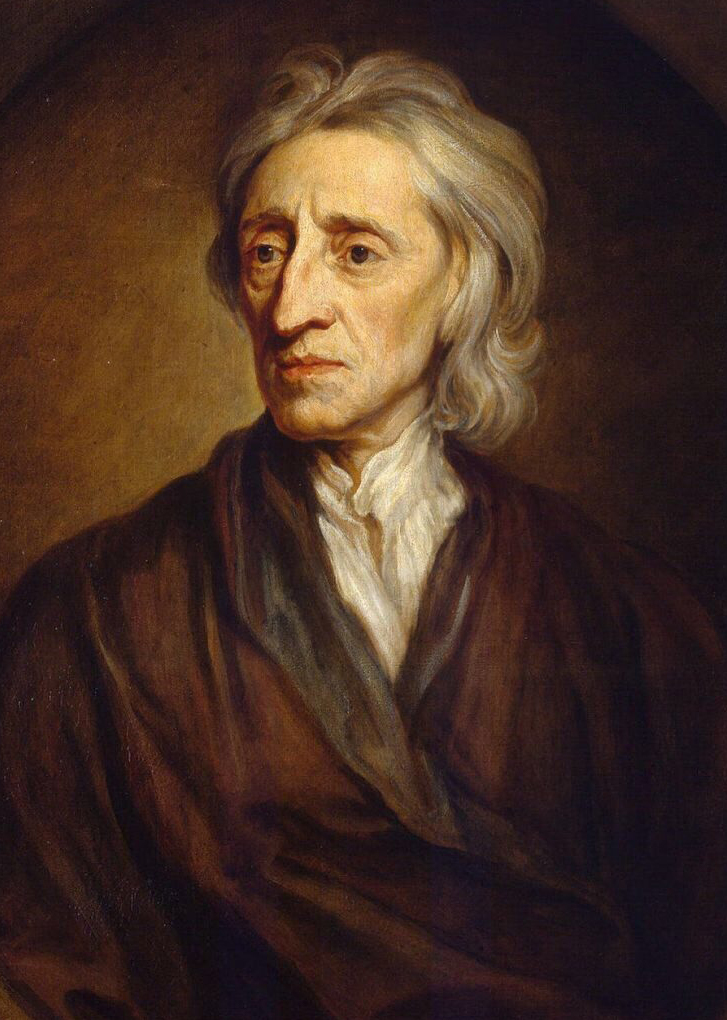
ロック（1632年 - 1704年）

ジョン・ロックは認識の起源は経験であるとした。
時代背景としては、ピューリタン革命や内乱のため1641年に高等宗務裁判所が廃止されたことがあり、当時、英国国教会とカトリック教徒やクエーカー教徒との対立が激化しただけではなく、民衆にはヘルメス主義などが流行し、自分の目も感覚も明らかな証拠も信用せず、自分の経験すら偽りとしてまで自らの教義に一致しないものを認めようとしない頑固な人びとが多くおり、独断主義との対立が迫られるというような社会情勢にあった。
ロックと彼を引き継ぐジョージ・バークリーやデイヴィッド・ヒュームなどのイギリス経験論者は、経験に先立って何らかの観念が存在することはなく、人間は「白紙状態」（タブラ・ラサ）として生まれてくるものと考えて生得説を批判した。
ロックは、観念は感覚(英: sensation) もしくは反省(英: reflection) から発生すると考えた。彼によれば、観念には単純観念と単純観念が合わさって形成した複合観念があるが、このような観念の結合・一致・不一致・背反の知覚が知識である。したがって、全ての観念と知識は人間が経験を通じて形成するものだということになる。
ロックは、デカルトと同様、精神、物体、神の三つが実体であるとしており、数学に関しても論証的知識に属するとしてその確実性を否定したわけではなかった。ロックは、反省によって生成された観念を理性によって演繹することを認めるので、その限りで、ロックはデカルト主義者であるということもできる。ただし、自然学については、その知識は確実なものではなく、蓋然性を得るにとどまるとした。ロックによれば、物体の性質は、固性・延長性・形状等の外物に由来する客観的な「第一性質」(英: primary quality） と、色・味・香り等の主観的な「第二性質」(英: secondary quality) に分かれるが、我々が知ることのできるのは後者のみで、それすらも経験によって全てを知ることはできず、その蓋然性を得るにすぎない。

##### バークリ

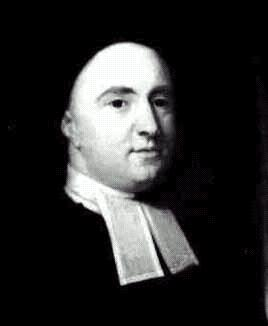
ジョージ・バークリ(1685年-1753年）

ジョージ・バークリーは、ロックの経験論を承継しつつ、ロックが物体を実体とした上で、物体の第一性質と第二性質を区別したことを批判した。彼は、両者の区別を否定し、実体とは同時的なる観念の束(英: bandle or collection of ideas)に他ならないと考えた。このような考え方から、彼は、物体が実体であることを否定し、知覚する精神と、神のみを実体と認めた。
このことを端的に表す有名な言葉として「存在とは知覚されてあることである」（羅: Esse est percipi、英: To be is to be perceived) がある。
バークリは、主観的観念論、独我論と批判されることになったが、彼は聖職者であり、神を実体としていたことから、その思想はむしろマルブランシュに近いものであったとされている。ロックの経験論は独我論と懐疑論の中道を目指す経験的実在論を基礎にしていたが、バークリはデカルト主義的なロックの観念論を承継していた。

##### ヒューム

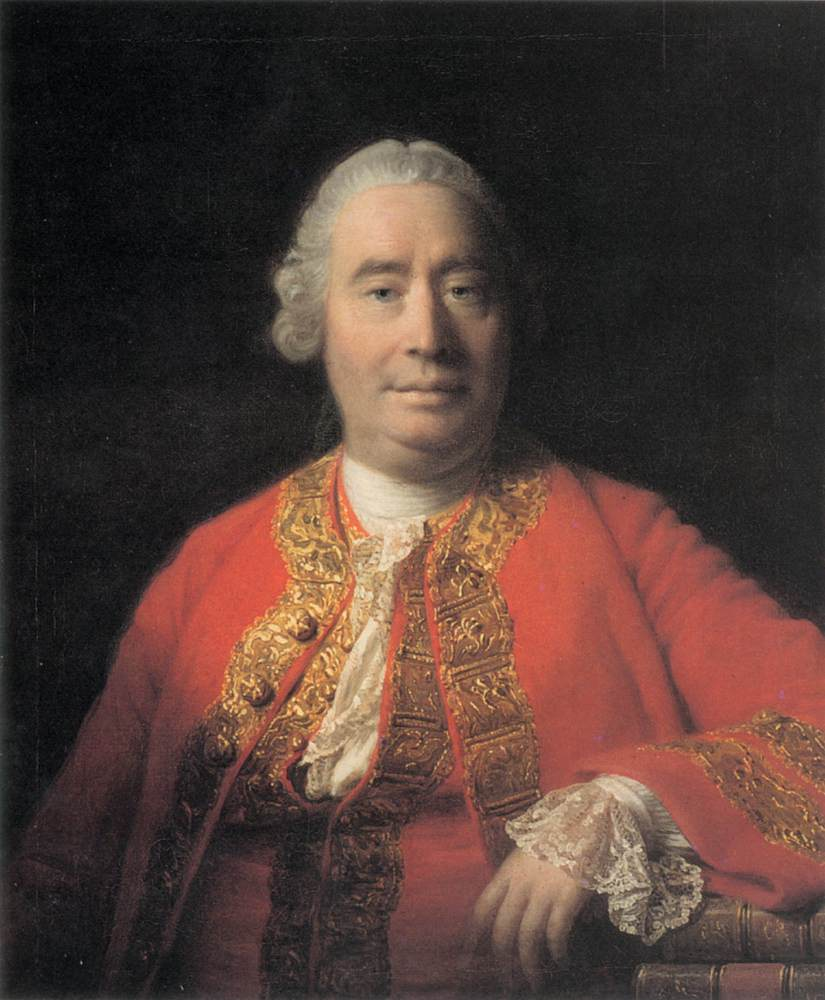
ヒューム（1711年- 1776年）

デビット・ヒュームは、主著『人間本性論』において、あらゆる観念の理性による基礎付けを否定し、当時の自然科学の知見に基づき、観念の形成過程を分析した。ヒュームによれば、人間の「知覚」は印象（impression）と、そこから創出される観念（idea）の二種類に分けられるが、全ての観念は印象から生まれる。印象は人の意識に強く迫ってくるいきいきとしたものであるが、なぜそれが生じるのか説明のつかないものであり、観念は印象の色あせた映像にすぎない。この観念が結合することによって知識が成立するが、知識には数学や論理学のように確実な知識と蓋然的な知識の二種がある。観念の結合について「自然的関係」と「哲学的関係」の2種があり、前者は「類似」（英: similarity）・「時空的近接」（英: contiguity）・「因果関係」（英: causality） があり、後者は量・質・類似・反対および時空・同一性・因果がある。その上で、ヒュームは、因果関係の特徴は必然性にあるとしたが、一般に因果関係といわれるpとqのつながりは、人間が繰り返し経験する中で「習慣」（英: habit） によって心の中に生じた蓋然性でしかないと論じ、理性による因果関係の認識の限界を示した。
この因果関係に関するヒュームの考えは後にカントに決定的な影響を与えた。カントは、その著書『プロレゴメナ』において、ヒュームが自分を独断論のまどろみから眼覚めさせたと後に明らかにした。認識のための道具は理性であり、もしこの道具に限界があるのであれば、なによりも先に、その可能性と根拠について問われなければならない。カントは後に認識の可能性と根拠を問う哲学を超越論哲学と呼び、これを展開していくことになる。

#### 批判主義

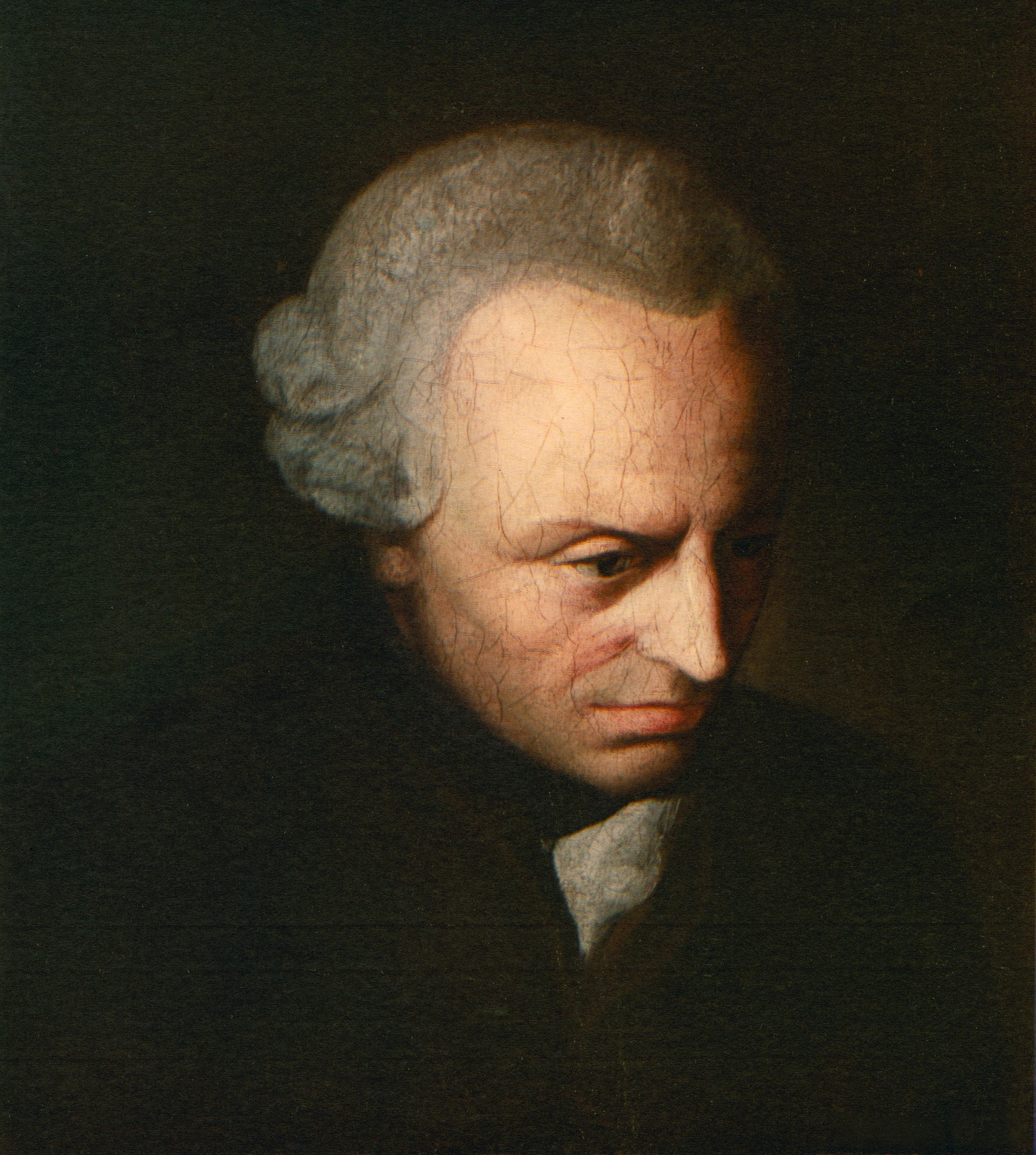
カント（1724年-1804年）

イマヌエル・カントは、このように合理主義と経験主義が激しく対立する時代に、観念の発生が経験と共にあることは明らかであるとして合理主義を批判し、逆に、すべての観念が経験に由来するわけでないとして経験主義を批判し、二派の対立を統合したとする見方が今日広く受け入れられている。カントの立場は、このように経験的実在論から出発し、超越論的観念論に至るというパラドキシカルなものである。
デカルトは、外界にある対象を知覚することによって得る内的な対象を意味する語として 仏: idée の語を充てていたが、このような構造に関しては経験主義に立つロックも同様の見解をとっていた。
カントは、これらの受動的に与えられる内的対象と観念ないし概念を短絡させる見方を批判し、表象（独: Vorstellung）を自己の認識論体系の中心に置いた。カントは、表象それ自体は説明不能な概念であるとした上で、表象一般はその下位カテゴリーに意識を伴う表象があり、その下位には二種の知覚、主観的知覚＝感覚と、客観的知覚＝認識があるとした。人間の認識能力には感性と悟性の二種の認識形式がアプリオリにそなわっているが、これが主観的知覚と客観的知覚にそれぞれ対応する。感覚は直感によりいわば受動的に与えられるものであるが、認識は悟性の作用によって自発的に思考する。意識は感性と悟性の綜合により初めて「ある対象」を表象するが、これが現象を構成する。このような考え方を彼は自ら「コペルニクス的転回」と呼んだ。カントによれば、「時間」と「空間」、「因果関係」など限られた少数の概念は人間の思考にあらかじめ備わったものであり、そうした概念を用いつつ、経験を通じて与えられた認識内容を処理して更に概念や知識を獲得していくのが人間の思考のあり方だということになる。

#### 直観主義

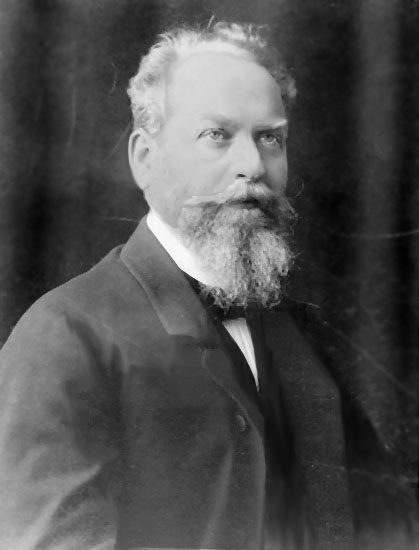
フッサール （1859年 - 1938年）

20世紀初頭、エトムント・フッサールは、西欧諸科学が危機に直面しており、その解決が学問の基礎付けによってもたらされると考え、現象学の確立を試みた。
当時は、アインシュタインの相対性理論を始めに、量子力学を含め理論物理学が飛躍的に発展し、デカルトやカントが前提としていたニュートン力学に対する重大な疑義が出された時代であり、改めて学問の基礎付けが問題となった。
フッサールは、数、自己、時間、世界などの諸事象についての、確実な知見を得るべく、通常採用している物事についての諸前提を一旦保留状態にし、物事が心に立ち現れる様態について慎重に省察することで、イデア的な意味を直観し、明証を得ることで諸学問の基礎付けを行うことができると考えた。

### 認識の本質
哲学的認識論の第二の問題は、人間にとって不可知の領域はあるか。あるとしたら、どのような形で存在するのかという問題である。これは認識主体たる意識と認識客体という対立するいずれの項に基本を置いて認識の本質を規定するのかという問題でもあり、観念論と実在論が対立した。
実在論は、素朴実在論を批判して、物体の第一性質と第二性質を分けるロックの主張があり、科学的実在論と呼ばれる。
観念論は、主観的観念論の立場に立つものとしてバークリが挙げられることが多いが、その主張は複雑である。
カントにおいては、現象は、物自体と対比され、物自体と主観との共同作業によって構成される。別の言い方をすると、現象というのは物自体に主観の構成が加わった結果であるとし、人は現象が構成される以前の物自体を認識することはできない、とした。1781年に出版した『純粋理性批判』の中で、カントは人間の持つ理性がどのようなものであるかを、分析した。そしてその分析を通じて、人間の理性は、どんな問題でも扱える万能の装置ではなく、扱える問題について一定の制約・限界を持ったものであることを論じた。そして人間の理性によって扱えないような問題の例として、カントは純粋理性のアンチノミーという四つの命題の組を例示し、ライプニッツが行ったような形而上学的、神学的な議論は、原理的に答えを出せない問題であり、哲学者が真剣に議論すべきものではない、と斥けた。
カントは純粋理性批判の中で、次の四つのアンチノミーを例示した。
1. 世界は時間的、空間的に有限である／世界は無限である
2. 世界はすべて単純な要素から構成されている／世界に単純な構成要素はない
3. 世界のなかには自由が働く余地がある／世界に自由はなくすべてが必然である
4. 世界の原因の系列をたどると絶対的な必然者に至る／系列のすべては偶然の産物で、世界に絶対的必然者は存在しない

アンチノミー（二律背反）とは、ある命題（テーゼ、定立）と、その否定命題（アンチテーゼ、反定立）が、同時に成立してしまうような場合を言う。つまり「Aである」と「Aでない」が、同時に成り立つような場合を言う。この四つの命題の組は、そのどちらを正しいとしても矛盾が生じるものであり、このどちらかが正しいという事を、理性によって結論付けることは不可能、つまり議論しても仕方のない問題だ、とカントは論じた。それぞれについて簡単に内容を説明しておくと、第一のものは時間に始まりはあるか、空間に果てはあるか、という問題、第二のものは原子や素粒子といったこれ以上分割できない最小の構成要素があるかどうかの問題、第三のものは自由意志と決定論の問題、そして第四のものは世界の第一原因と神の存在の問題である。
カントによる形而上学批判は、以降の西洋の哲学に大きい影響を与えることとなり、神の存在証明や宇宙の始まりなどの形而上学的な問題は、哲学の中心的なテーマとして議論される傾向は抑制されていった。

### 真理論
哲学的認識論の第三の問題は、ある考え方が正しいかどうかを確かめる方法があるか、という真理論の問題である。
古典的な哲学的認識論としての真理の問題に関する見解はおおまかに以下の四つに分類することができる。
1. プラトン・アリストテレス以来の古典的な伝統を引き継ぐ見解として、実在と観念との一致であるとする「対応説」である。アリストテレスは、その著書『形而上学』において、有を無、無を有と論証するのが虚偽であり、有を有、無を無と論証するのが真であるとした。そこでは、「有・無」という「存在論」が基礎にあり、これを「論証する」という「判断」が支えている[6]。カントにおいては、認識と現象が同時に成立するので厳密な意味での「対応」ではないが、基本的には対応説であるとされている[6]。
2. 次いで、デカルトによって始まる、意識に対して明証的に現れるものを真理とみる「明証説」があり、これはフッサールがその立場を引き継いだ。
3. また、スピノザに始まる、認識が体系内で論理的に矛盾がないかどうかで判定する「整合説」がある。その萌芽は、中期プラトン、ライプニッツにもみることができる[6]。
4. さらに、ニーチェ、プラグマティズムの立場から主張されるに至った、行為の結果の有効性で真偽を判定する「有用説」もある。これら三つはいずれも主観主義の一形態と見ることができる[7]

### 古典的認識論から現代的認識論へ
古典的認識論は、既に述べたとおり認識主体がどのようにして認識客体を認識するのかという二項対立図式において認識をとらえようとしたが、この難問が認識論の危機を招くこととなった。
カントは、二項対立図式を前提としつつ、現象と物自体を厳密に区別したが、ショーペンハウアーは、理性によっては認識できない物自体という概念を維持しつつ、現象とは私の表象であり、物自体とはただ生きんとする盲目的な意思そのものにほかならないとして理性を批判した。このような図式を引き継いだニーチェの思想はやがて生の哲学と呼ばれる潮流を作り、ドイツ・フランスで多くの哲学者に影響を与えたが、やがて実存主義に吸収されていった。
フィヒテに始まり、ヘーゲルによって完成を見たドイツ観念論は、理性によって現象と物自体の区別を乗り越えるような形で発展した。ヘーゲルによれば、カントの認識論は、認識の限界を認識するという循環論法的な議論であって、それはあたかも水に入る前に水泳を習うようなものであって、本来的に不可能である。ヘーゲルの批判は認識論にとって本質的な異議であったが、ヘーゲルの死後、ヘーゲル学派は分裂・対立を繰り返して崩壊し、かえって哲学の危機の時代を招いた。
その後、さまざまなバリエーションがあるものの、二項対立図式そのものが放棄されるべきではないかが議論されるようになった。
まず、当時の自然科学、とりわけ物理学の飛躍的な発展を背景にした二項対立図式の乗り越えがある。エルンスト・マッハは、ニュートン力学の絶対空間の概念に形而上学の残滓が残っていると考え、自然科学は形而上学概念を排した思考以前の純粋要素である感覚からすべて説明されるべきであり、概念や法則は思考を経済化するためのものにすぎないとした。このような感覚を「純粋経験」とよび、主観と客観の対立を原理的に同格とみなした。マッハの哲学は、アメリカのプラグマティズムやウィーン学団の論理実証主義に多大な影響を与えた。ウィーン学団は、マッハの他にも、ウィトゲンシュタインの論理哲学論考から多大な影響を受けているが、そのメンバーの多くがユダヤ人であったことから、ナチスの弾圧を受け、これから逃れるために参加者の多くはアメリカに亡命し、学団自体は立ち消えになったが、その考えが米英に広まり、英米系の現代的認識論に多大な影響を及ぼすことになった。
次いで、フッサールは、志向性という概念を用いてデカルト的な主観/客観図式を乗り越えようとしたが、生物学や心理学によって学問を基礎付けようとする考え方については逆に心理主義と呼んで厳しく批判した。フッサールは、ノエシス/ノエマ構造を本質とする志向性意識についての認識論的考察と、志向対象としての存在者への考察を現象学的還元を介して批判的に記述することにより、限定的ながらも存在論への道を開いたが、現象学は、ドイツでは、フッサールの意図を超えた展開を見せ、マルティン・ハイデッガー、ニコライ・ハルトマンらによって存在論の復権の方向へと発展していった。他方で、現象学は、その後フランスで受容され、フランスの現代的認識論に多大な影響を与えることになった。

## 英米の現代的認識論
英米では、論理実証主義運動を契機に、科学哲学や分析哲学が発展し、古典的経験論の失敗に学び、スコットランド常識学派の成果を吸収した上で、いわば現代的経験論ともいう立場を打ち立てて、フランスやドイツとも異なる独自の発展を見た。英米の現代的認識論では、知識とは何か、正当化とは何か、懐疑主義とどう向き合うかといった問題を軸に活発な議論が行われてきた。
英米の現代認識論で扱われるその他のテーマとしては、知覚の認識論、徳認識論、認識論の社会化、アプリオリな知識の可能性などがある。また、近年では、知識の価値とは何か、知識の実践的、社会的機能とは何か、合理的な不一致はありうるか、などの多様なテーマが論じられるようにもなっている。

### 知識と正当化の概念分析
知識の概念分析においては、「知識とは正当化された真なる信念である」というプラトン由来の知識の古典的定義をどう修正していくかということが一つの焦点となってきた。これはゲティア問題のために、古典的定義が文字どおりには正しくないと考えられるようになったためである（ただし、ゲティア問題のこのような含意を否定する論者も存在する）。この文脈では、以下のような立場がさまざまな哲学者によって展開されてきた。

#### 基礎付け主義
基礎付け主義(英: foundationalism) とは、認識主体が何かを信じるための正当化を持つかどうかは、その認識主体のなんらかの基礎的な信念、またはそれに類似する心的状態に最終的に依拠するという立場。これらの信念ないし心的状態は、他の信念、心的状態を正当化するものでありながら、それら自体は（他の信念、心的状態によっては）正当化されないため、基礎的と呼ばれる。基礎付け主義は、伝統的にはセンス・データ論の形をとって展開された。
ウィルフリッド・セラーズは、センス・データ論を、所与の神話(英: myth of the given) の典型的な形態として批判する。センス・データ論では、非言語的な所与としてのセンス・データが、命題内容をもつ信念を最終的に正当化すると考える。しかし、もしセンスデータが非言語的なものであり、正当化がある種の推論関係と捉えられるならば、非言語的であり命題内容を持たないセンス・データが、どうやって命題内容をもつ信念と推論－正当化関係に立つのかが謎になる。

#### 整合説
整合説(英: coherentism) とは、ある認識主体の持つ信念がお互いに調和しあっていることをもって、個々の信念が正当化されるとする考え方。調和、整合ということで、論理的な整合性(英: logical consistency) 以上のことが意味されるかどうかは、整合説論者でも意見が分かれる。

#### 内在主義と外在主義
内在主義と外在主義を端的に区別するような基準を特徴づけることは非常に難しい（これは個々の論者が、これらの語で異なることを意味している場合が多いためである）。また、内在主義・外在主義という区分は、知識に対して適用される場合と正当化に対して適用される場合があり、両者を区別する必要がある。

##### 内在主義
典型的なヴァージョンの内在主義(英: internalism) は、アクセス内在主義と呼ばれるものである。正当化に関するアクセス内在主義とは、認識主体が何かを信じるための正当化を持つかどうかを決定する要素は、全て（あるいは少なくとも、主要なものは）、その認知主体が反省のみによってアクセスすることができるものだけだという考え方。知識に関するアクセス内在主義とは、同様の条件を、認識主体が知識を持つかどうかを決定する要素に対して課す立場である。ゲティア問題を知識に関するアクセス内在主義で切り抜けるのは非常に困難である。

##### 外在主義
外在主義を内在主義の否定と解するならば、アクセス内在主義の否定としての外在主義(英: externalism) も、「正当化に関する外在主義」と「知識に関する外在主義」に区別される。前者は、認識主体が何かを信じるための正当化を持つ際に、当の認識主体の反省的アクセスの対象ではない要素が介在するという立場である。後者は、同様の条件を、認識主体が知識を持つための条件とする。
ウィラード・ヴァン・オーマン・クワインによって提案された「自然化された認識論」は外在主義と結びついた形をとることが多い。

###### 信頼性主義
信頼性主義(英: reliabilism) と呼ばれる立場で、最も有名なものは、プロセス信頼性主義であり、正当化に関する外在主義の中心的な立場である。プロセス信頼性主義によれば、ある信念が正当化されるためには、その信念が信頼のおける認知プロセスによって形成されることが必要である。類似する立場として、知識に関する信頼性主義があり、D.M.アームストロング）によって提唱された。

###### 知識の因果説
知識の因果説(英: causal theory of knowledge) とは、ある信念が知識かどうかは、その信念が、因果的に適切な仕方で生じたかどうかによって決まるという立場。アルヴィン・ゴールドマンによって提唱された。

###### 決定的理由分析
決定的理由(英: conclusive reasons) はフレッド・ドレツキの提案した概念で、その信念が間違いであるならば、その理由がえられることはないであろうような理由。ドレツキはある人の信念が知識であるのは、その信念が、その正しさを保証する決定的理由に基づいて信じられているときであるという考え方をとる。これは知識に関する外在主義の一種となる。

### 懐疑主義との対決
懐疑主義、特にデカルトの「欺く神」（仏: Dieu trompeur） にどう対処するかということも近現代を通じて認識論の大きな課題である。これについてもいろいろな立場が提案されてきた。

#### 外在主義
すでに見た外在主義は、知識ないし正当化の条件として、認識主体本人が反省的アクセスを持たない要素を認める。従って、われわれがデカルトの欺く神に騙されているのでないということを認識主体が証明できなくとも、現実世界のあり方や、認識主体の認知プロセスが実際に信頼可能であるという事実によって、知ることができるという可能性が開ける。

#### 閉包原理
閉包原理(英: closure principle) とは、（ある仕方で解釈された）デカルトの懐疑論が依存しているとされる原理の一つで、認識主体がAを知っており、かつ、AからBが論理的に導けるということを知っているならば、その認識主体はBを知っている、という原理である。言い換えれば、知識は既知の論理的含意のもとで閉じている。閉包原理を否定するならば、欺く神に騙されているかどうかを知らないことは、様々なことを知っているということと両立可能である。閉包原理と呼ばれるものはこれ以外にも幾つかあり、どの原理が正しいかを巡る議論が行われている。

#### 文脈主義
認識論における広義の文脈主義(英: contextualism) とは、極めて大まかに言えば、何が正当化されているか、何が知識かは文脈によって変化する、という立場。欺く神について考える文脈と、より日常的な問題について考える文脈を区別することで、デカルト的懐疑が日常の思考にも影響することを食い止めることができる。ジョン・L・オースティンが提唱者の一人である。

## フランスの現代的認識論
フランスには、デカルトに端を発し、実証主義の祖オーギュスト・コントらが引き継いだ大陸合理主義・啓蒙主義の哲学的伝統がある。これらは、知識、信念、科学とは何か、合理的に知識を得る事とは、という認識論を中心とした問題意識を有するが、イギリス経験論を拒否するとともに、抽象的な定義から始まり、これを演繹するというドイツ哲学のような態度をも拒否し、理性について歴史的に考察する。
ミシェル・フーコーによれば、フランスの哲学的伝統は、ドイツ発祥の現象学をフランスにおいて受容するに際して、ガストン・バシュラール、ジョルジュ・カンギレムらによって代表される「知識、理性、概念の哲学」と、サルトル、メルロ・ポンティらによって代表される「経験、感覚、主体の哲学」の二派に分かれた。フランスの現代思想において、サルトルらの実存主義の流行後、1960年代に入って構造主義が台頭し、更にこれに対する反動としてポスト構造主義が台頭してくる歴史もそのような大きな流れの中で理解されるべきであるとされる。

### エピステモロジー
現代のフランスの科学的認識論は、「エピステモロジー」（仏: Épistémologie） とよばれ、科学哲学と分野が一部競合している様相を示している。
エピステモロジーの歴史的に重要な人物としては、上で挙げたバシュラール、カンギレムらがいる。
エピステモロジーは、科学史と哲学の密着な結びつきを重視するが、他方でイギリス経験論を拒否し、コント以来の実証主義的伝統を受け継ぐという特徴を有しているが、科学哲学とはその発展の歴史が異なるだけでなく、科学哲学が有する総括的な意図、論争的な調子とは一線を画しているという特徴も有している。

### ポストモダニズム・ポスト構造主義
ポストモダニズム、ポスト構造主義と呼ばれる人文・社会科学上の潮流は構造主義にあり、構造主義的認識論を基礎にしている。
非本質主義、相対主義などと形容されることが多いポストモダニズムの典型的な議論、認識論として、次のような特徴が挙げられる。
- 地理的、歴史的な差異を捨象する一般理論に対する警戒、反駁。
- 計量的なアプローチに対する反発と、物事の定性的で詳細な観察や記述に基づく事例研究の重視。
- 個々人の差を捨象するカテゴリー化やステレオタイプに対する警戒、反駁。
- 国家、民族、などの「起源」に溯って特定の集団の特権的地位を主張する議論に対する反駁。
- 客観的、中立的な見地から行われているように見える研究やその結果にも、そこに含まれる前提や、研究に用いられる基本的概念が、文化の影響と無縁ではないことの指摘。とりわけ性差（ジェンダー）や健康をめぐるもの。
- 抽象的概念、学問、理性などに対する深い懐疑。あるいはそれらを放棄しようとする試み。
- 進歩の概念に対する警戒や反駁。特定の集団や社会が「より進んでいる」とする立場に立って、「後れている」集団や社会をどのように改善できるかを検討するような議論に対し、そうした優劣の構図を反転させ、「改善」が別の観点からは「改悪」でありうることを示すもの。
- 学問の進歩に対する懐疑。
- 中立的な立場があり得ないことから、特定の政治目的のために研究を行い、特定の政治目的のために論述を行うべきだとする主張。ここで目標となるのは、多元主義、相対主義、少数派の擁護、反権威主義、などであることが多い。

こうした認識論上の主張は、フリードリヒ・ニーチェ、ミシェル・フーコー、ジャン＝フランソワ・リオタール、リチャード・ローティなどの哲学的な著作に基づいてなされることが多い。

## ドイツの現代的認識論
ドイツには、フリードリヒ・シュライアマハーに始まる解釈学の哲学的伝統があり、英米系の言語哲学が歴史を軽視していることが、このような哲学的伝統に反するものと考えられてきた。
第二次世界大戦後しばらくの間はマルティン・ハイデッガーによる認識論批判・存在論の復権の影響が大きく、フランスのエピステモロジーの影響はあったものの哲学的には停滞していた時期が続いた。
1960年ころ、いわゆる「ドイツ社会学の実証主義論争」を経て、英米系の言語哲学、科学哲学の発展の成果を受容する流れが強くなった。このような流れにある人物として、カール＝オットー・アーペルらがいる。
もっとも、このような流れの中にあっても、ハンス・ゲオルク・ガダマーのようにあくまでドイツの哲学的伝統に足場を置き研究を続けるものも多数いる。その意味で科学的認識論の重要性は増したものの、現代においても哲学的認識論の問題が古くなってしまったわけではないと考えられている。

## 認識論の現在と未来

### 自然化された認識論
ウィラード・ヴァン・オーマン・クワインによって提案された「自然化された認識論」は、自然科学的な方法論によって認識論を行おうという立場であり、クワイン以降、様々な形で展開されている。
クワインは、まず、古典的な経験主義には二つのドグマがあり、ドクマなき新たな経験主義を確立する必要があると主張する。彼によれば、経験主義には、事実に基づく総合的真理と事実問題と独立な意味に基づく分析的真理の間には根本的な相違があるという信念と、有意味な言明は直接的経験を指示する諸名辞からの論理的構成物と同値であるという信念の二つのドグマがあり、この二つのドグマは同じ根を持つ。経験主義の伝統においては、真理とは、観念と実在の対応であり、その場合の観念とは、一つの名辞を単位に考えられていたが、カルナップらの論理実証主義は、この単位を一つの言明に置き換えた。つまり、ここでは、直接的経験によるセンス・データ（感覚所与）言語に翻訳可能であれば、この言明は有意味であると考えられた。しかしながら、クワインによれば、このように実在と観念の対応を一つの名辞、一つの言明に分解していく還元主義は不可能であり、われわれの認識は一つの言語体系であり、したがって、とある信念を検証するにあたっては、一つの理論の全体との関係で、経験の審判を仰がねばならず、そのコロラリーとして、分析的真理と総合的真理は区別することはできない。
クワインは、これを「全体論」と呼んだが、これによれば、経験による改訂の可能性を原理的に免責されている信念はなく、もし対立する二つの理論があるときは、どのような経験によっても、そのどちらかが完全に否定されることはなく、どのような信念でも保持しつづけることができることになる。

### 発生的認識論
ジャン・ピアジェは、心理学者として、とりわけ発達心理学で著名であるが、もともとは古典的認識論の諸問題を解決する糸口を生物学・心理学に求め、「発生的認識論」を提唱した。彼は、多数の実験により幼児の認識の発達段階を解明した上で、認識は対象から独立しており、決して対象に到達することはないが、同時に対象によって支えられているという点で構成的なものであるとする。また、発生的認識論は哲学ではなく、科学であり、極めて専門的・集団的なものであるとの考えから、1955年、発生的認識論国際センターをジュネーヴに設立し、世界中のさまざまな分野の研究者たちとの共同研究を晩年まで精力的に行ない、現在も多くの学者が共同で研究を続けている。

### 進化論的認識論
コンラート・ローレンツは、動物行動学で著名であるが、哲学者のカール・ポパーと共に、人間の認識の起源の問題を個々人ではなく、生物種としての人の認知構造に求め、知識の変化を進化とみて通時的なアプローチを試みる「進化論的認識論」を主張した。

### 自然科学の発展と認識論
1970年代後半に人間の心の本質について新知見をもたらす学問分野が発展し、その後も進展が続いている。脳科学、心理学、認知科学、神経生物学、人工知能、コンピューターなどに関連する研究である。これらの発展は“見る”事がいかになされているか、いかに心が外界の表象を形作るか、いかに情報が蓄えられ再起されるかなどの理解につながっている。これらの分野の発展が認識論に影響を及ぼす事が示唆されている。

### 認識論の社会化
近時は社会科学に属する社会学を認識論に応用することはできないかが議論されている。